# 刑部
刑部
- 刑部（けいぶ） - 中国古代の役所で、六部のひとつ。
- 刑部（おさかべ） - 古代日本の部民のひとつ。
  - 刑部氏（おさかべし） - 上記に由来する氏族。
  - 刑部（おさかべ、おしかべ） - 上記に由来する地名。日本の各地にある。
- 刑部親王（おさかべしんのう）⇒ 忍壁皇子
- 刑部 - 妖怪の長壁（おさかべ）の異表記。

## 中国
刑部（けいぶ、満洲語：beidere jurgan）は中国古代の役所で、六部の一。司法を担当し、長官を尚書（刑部尚書）、次官を侍郎（刑部侍郎）という。隋、唐代では刑部の下に刑部、都官（とかん）、比部（ひぶ）、司門（しもん）の4司が設けられ、それぞれに判官である郎中（ろうじゅう）と員外郎（いんがいろう）が置かれた。
刑部は隋のときに設置された都官尚書に始まり、後に兵部尚書に改められた。唐・宋・元にも踏襲された。明・清代には刑部は全国の刑法を担当し、監察を担当する督察院、重大案件を担当する大理寺とともに「三法司制」と呼ばれた。
清の光緒32年（1906年）、光緒新政で法部（fafun i jurgan）と改められ、刑部の名称は廃止された。

### 注
1. ↑  『隋書』百官志下。『旧唐書』職官志2、『新唐書』百官志1。
2. ↑  『旧唐書』職官志2、『新唐書』百官志1。

## 部民・氏族
刑部（おさかべ）は古代日本の部民のひとつである。允恭天皇の后忍坂大中姫命の名代として設定され忍坂部が正字とされる。その料地に所属し管理に携わったりした人々が刑部氏であるとされている。また皇居であった忍坂の宮で生活する后の雑用などに仕えるために地方などから出仕したり、警備の任に当たる武人などでもあったとされている。
その流れを汲むとされる氏族が刑部氏である。

## 地名
前述の部民に由来する地名。
大字
- 西刑部町、東刑部町 - 栃木県宇都宮市（にしおさかべまち、ひがしおさかべまち）
- 刑部 (長柄町) - 千葉県長生郡長柄町（おさかべ）
- 細江町刑部 - 静岡県浜松市北区細江町刑部（おさかべ）
- 刑部 (津市) - 三重県津市にあった（昭和40年、押加部町などに細分され現存せず）
- 八木町刑部 - 京都府南丹市（おさべ）
- 刑部 (八尾市) - 大阪府八尾市（おさかべ）
- 刑部 (総社市) - 岡山県総社市（おしかべ）
- 大佐上刑部 - 岡山県新見市（旧上刑部村大字山奥にあたる）（おさかべ）

自治体
- 刑部町 - 岡山県阿哲郡にあった町。（名残として上記上刑部の他に小阪部がある）（おさかべ）

その他に異字のものがある。

## 官制
- 刑部省（ぎょうぶしょう） - 日本の律令制における二官八省のひとつ。
- 刑部省 (明治時代)（ぎょうぶしょう） - 日本の太政官制における二官六省のひとつ。